# Berg am Irchel
Berg am Irchel är en ort och kommun i distriktet Andelfingen i kantonen Zürich, Schweiz. Kommunen har 600 invånare (2023).
I kommunen finns även orten Gräslikon.